# 23010 Kathyfinch
23010 Kathyfinch è un asteroide della fascia principale. Scoperto nel 1999, presenta un'orbita caratterizzata da un semiasse maggiore pari a 2,2808196 UA e da un'eccentricità di 0,1384694, inclinata di 4,70254° rispetto all'eclittica.